# 1330 Спірідонія
1330 Спірідонія (1330 Spiridonia) — астероїд головного поясу, відкритий 17 лютого 1925 року.
Тіссеранів параметр щодо Юпітера — 3,138.